# Eparquia Greco-Melquita Nossa Senhora do Paraíso
A Eparquia Greco-Melquita Nossa Senhora do Paraíso, ou Eparquia Nossa Senhora do Paraíso em São Paulo dos Greco-Melquitas (em latim Eparchia Dominae Nostrae Paradisis S. Pauli Graecorum Melkitarum) é uma circunscrição eclesiástica da Igreja Greco-Católica Melquita no Brasil, sendo uma das igrejas Sui Iuris em comunhão com a Igreja Católica Apostólica Romana.

## Historia
A eparquia foi instituída em 26 de maio de 1972 pelo Papa Paulo VI, sendo sua sé a Catedral de Nossa Senhora do Paraíso em São Paulo.
No dia 7 de maio de 2023, a Paróquia São Basílio e Nossa Senhora do Perpétuo Socorro, localizada no Rio de Janeiro, foi elevada à dignidade de Co-Catedral pelo Sumo Pontífice Reinante Francisco, e uma Missa no Rito Bizantino foi celebrada com a presença do Cardeal Orani Tempesta, que estava representando o Núncio Apostólico no Brasil, o Bispo Giambattista Diquattro.

## Cronologia da administração
Eparcas:
|         | Nome                 | Período    | Notas                                  |
| Eparcas | Eparcas              | Eparcas    | Eparcas                                |
| ------- | -------------------- | ---------- | -------------------------------------- |
| 6º      | George Khoury        | 2019–atual |                                        |
| 5º      | Joseph Gébara        | 2014–2018  | Eleito Arcebispo de Petra e Filadélfia |
| 4º      | Farès Maakaroun      | 1999–2014  | Eparca emérito                         |
| 3º      | Pierre Mouallem, MSP | 1990–1998  | Eleito Arcebispo de Akka               |
| 2º      | Spiridon Mattar      | 1978–1990  |                                        |
| 1º      | Elias Coueter        | 1971–1978  | Renunciou por limite de idade          |

## Comunidades
A Eparquia detém jurisdição em todo o território brasileiro, e possui paróquias, capelas, comunidades ou missões nas seguintes cidades e localidades:
- Co-Catedral de São Basílio e Nossa Senhora do Perpétuo Socorro, RJ, Rio de Janeiro, Centro (primeira Igreja melquita no Brasil)
- Catedral Nossa Senhora do Paraíso, SP, São Paulo.
- Paróquia Sant'Anna, SP, Taubaté, Centro.
- Paróquia São Sebastião, SP, Tremembé, Centro.
- Igreja Nossa Senhora Panaghya Tsambica, SP, Lins.
- Igreja de Nossa Senhora do Líbano, CE, Fortaleza, bairro Meireles.
- Igreja de São Jorge, MG, Juiz de Fora.
- Igrejas latinas ou de outros ritos em comunhão com Roma que dispõem seu espaço para os fiéis do rito bizantino da localidade:
  - Igreja de Santa Helena, SP, Votorantim, bairro Barra Funda.
  - Santuário do Bom Jesus, MG, Boa Esperança.
  - Igreja do Sagrado Coração de Jesus, MG, Belo Horizonte, bairro Funcionários.